# Colanthelia
Colanthelia là một chi thực vật có hoa trong họ Hòa thảo (Poaceae).

## Loài
Chi Colanthelia gồm các loài: